# パンアメリカン航空217便墜落事故
パンアメリカン航空217便墜落事故（パンアメリカンこうくう217びんついらくじこ）は、1968年12月12日に発生した航空事故である。ジョン・F・ケネディ国際空港からシモン・ボリバル国際空港へ向かっていたパンアメリカン航空217便（ボーイング707-321B）がカラカス近郊に墜落し、乗員乗客51人全員が死亡した。

## 飛行の詳細

### 事故機
事故機のボーイング707-321B（N494PA）は製造番号19696として製造されて1968年3月7日に初飛行し、同年3月28日にパンアメリカン航空に引き渡された機体で、エンジンはプラット・アンド・ホイットニー JT3D-3Bを搭載していた。

### 乗務員
乗務員は9人で、国籍は8人がアメリカ、残りの1人がスウェーデンであった。機長は50歳で、総飛行時間は24,000時間であり、その内6,737時間がボーイング707での飛行時間であった。

## 事故の経緯
事故当日、217便はジョン・F・ケネディ国際空港を出発し、シモン・ボリバル国際空港へと向かっていた。しかし、217便がカラカスに近づいていた頃、同機は突然航空管制のレーダー画面から消失した。217便は現地時間22時05分にカリブ海に墜落し、爆発していた。
217便の捜索はベネズエラ海軍に要請され、同機の残骸はカラカスから11.4マイル（18.3キロメートル）の地点で発見された。本事故で乗員乗客51人全員が死亡した。
機体等の捜索と回収作業にはベネズエラ海軍や民間の航空機やボートが使用された。多くの犠牲者の遺体が鮫に食べられたとの報告もある。本事故は翌年にビアサ742便墜落事故が発生するまでベネズエラ史上最悪の航空事故であった。

## 事故原因
事故原因は、カラカス市の上向きの明かりによって引き起こされた目の錯覚に起因するパイロットエラーであると考えられた。この目の錯覚により、パイロットは海に激突するまで降下を続けた可能性があるとされている。一方、NTSBは事故原因は不明であると述べた。

## 著名な乗客
犠牲者の中には、ミス・ベネズエラ受賞経験のあるオルガ・アントネッティや、ベネズエラの魚類学者で大学教授でもあったラファエル・アントニオ・クーラが含まれていた。

## 備考
『The Lost Lives of the Clipper Malay』という書籍には、事故機や事故、51人の乗員乗客の遺体を回収するまでの1か月以上の長い過程が記されている。また、51人の犠牲者それぞれの伝記も掲載されている。